# Andychristyite
L'andychristyite (simbolo IMA: Acs) è un minerale della classe degli "ossidi" con composizione chimica PbCu2+Te6+O5(H2O).

## Origine e giacitura
La località tipo dell'andychristyite è la miniera di Aga (contea di San Bernardino, California, Stati Uniti).
Il nome del minerale è dedicato al mineralogista e geochimico Andrew Gregor Christy (1963-), per via dei suoi contributi alla mineralogia, in particolare per la descrizione di nuovi minerali come la kapundaite, mössbauerite, mojaveite, bluebellite e favreauite, per il suo lavoro sui minerali del gruppo della saffirina, del supergruppo del pirocloro e del gruppo dell'idrotalcite e per aver contribuito a far progredire la conoscenza della chimica cristallografica del tellurio.
Il campione tipo del minerale è depositato presso il "Natural History Museum" di Los Angeles (California, Stati Uniti) col numero di catalogo 65577.

## Classificazione
L'andychristyite, essendo stata riconosciuta dall'Associazione Mineralogica Internazionale (IMA) come specie minerale nel 2015, non è elencata né nell'ottava edizione della sistematica secondo Strunz (obsoleta dal 1977, anche se talvolta ancora utilizzata), né nella nona edizione, aggiornata l'ultima volta nel 2009 e continuata dal database "mindat.org" (Sistematica Strunz-Mindat), che classifica il minerale nella classe "7. Solfati (selenati, tellurati, cromati, molibdati, tungstenati)" e da lì nella sottoclasse "7.C. Solfati (selenati, etc.) senza anioni aggiuntivi, con H2O"; questa è ulteriormente suddivisa in base alle dimensioni dei cationi coinvolti, in modo che il minerale sia elencato nella sezione "con cationi di dimensioni medie e grandi" dove è elencata insieme a cobaltoblödite e ammoniovoltaite nel sistema nº 7.CC.
Nella Sistematica dei lapis (Lapis-Systematik) di Stefan Weiß del 2018, l'andychristyite è classificata nel sistema nº IV/K.15-009 nella sezione "tellurati con gruppi [Te6+O6]6- e strutture correlate".

## Chimica
L'analisi chimica della andychristyite ha evidenziato che essa è composta in percentuale di pesa da monossido di piombo (PbO - 43,21%), ossido di calcio (CuO - 15,38%), triossido di tellurio (TeO3 - 35,29%) e acqua (H2O - 3,49%). Ciò porta alla formula empirica:
- {\displaystyle {\ce {Pb_{0,98}Cu_{0,98}Te_{1,02}O_{6}H_{1,96}}}}

e successivamente alla formula semplificata:
- {\displaystyle {\ce {PbCu^{2+}Te^{6+}O5(H2O)}}}

## Abito cristallino
L'andychristyite cristallizza nel sistema triclino nel gruppo spaziale P1 (gruppo nº 2) con i parametri di cella a = 5,322(3) Å, b = 7,098(4) Å, c = 7,511(4) Å, α = 83,486(7)°, β = 76,279(5)° e γ = 70,742(5)°, oltre che con 2 unità di formula per cella unitaria.

## Origine e giacitura
La genesi dell'andychristyite è secondaria e deriva dall'ossidazione da minerali solfuri e tellururi primari, e la si trova associata a quarzo e timroseite.
È un minerale molto raro; è stato trovato solo nella sua località tipo, la miniera "Aga" nella contea di San Bernardino in California, e nella contea di Cochise in Arizona, nel distretto minerario di Tombstone.